# Aqua (álbum de Asia)
Aqua es el cuarto álbum de estudio de la banda británica de rock progresivo Asia y fue publicado en 1992. Este álbum fue el primero sin su fundador, el vocalista y bajista John Wetton en su alineación. Wetton fue reemplazado por John Payne, además de que se integró el guitarrista Al Pitrelli a la banda.
La versión reeditada de Aqua fue publicada en 1998, en la cual se modifica la alineación de las canciones y se incluyen los temas «Little Rich Boy» y «Obsession».

## Lista de canciones

### Edición original
| Side one |                           |                                          |          |  |
| N.º      | Título                    | Escritor(es)                             | Duración |  |
| 1.       | «Aqua Pt. 1»              | Geoff Downes / John Payne                | 2:27     |  |
| 2.       | «Who Will Stop The Rain?» | Downes / Johnny Warman / Jane Woolfenden | 4:35     |  |
| 3.       | «Lay Down Your Arms»      | Downes / Payne / Grant Hart              | 4:14     |  |
| 4.       | «Heaven on Earth»         | Andy Nye / Johnny Warman                 | 4:54     |  |
| 5.       | «Someday»                 | Downes / Payne                           | 5:48     |  |
| 6.       | «Crime of the Heart»      | Downes / Warman                          | 5:55     |  |
| 7.       | «A Far Cry»               | Downes / Payne / Hart                    | 5:28     |  |
| 8.       | «Back in Town»            | Downes / Warman                          | 4:09     |  |
| 9.       | «Don't Call Me»           | Downes / Warman                          | 4:55     |  |
| 10.      | «Love Under Fire»         | Downes / Greg Lake                       | 5:15     |  |
| 11.      | «The Voice of Reason»     | Downes / Payne                           | 5:37     |  |
| 12.      | «Aqua Pt. 2»              | Downes / Payne                           | 2:14     |  |

### Reedición de 1998
| Side one |                           |                                          |          |  |
| N.º      | Título                    | Escritor(es)                             | Duración |  |
| 1.       | «Aqua Pt. 1»              | Downes / Payne                           | 2:27     |  |
| 2.       | «Who Will Stop The Rain?» | Downes / Johnny Warman / Jane Woolfenden | 4:35     |  |
| 3.       | «Back In Town»            | Downes / Payne                           | 4:09     |  |
| 4.       | «Love Under Fire»         | Downes / Lake                            | 5:15     |  |
| 5.       | «Someday»                 | Downes / Warman                          | 5:48     |  |
| 6.       | «Little Rich Boy»         | Downes / Payne                           | 4:37     |  |
| 7.       | «The Voice of Reason»     | Downes / Payne                           | 5:37     |  |
| 8.       | «Lay Down Your Arms»      | Downes / Payne / Hart                    | 4:14     |  |
| 9.       | «Crime of Your Heart»     | Downes / Warman                          | 5:57     |  |
| 10.      | «A Far Cry»               | Downes / Payne / Hart                    | 5:30     |  |
| 11.      | «Don't Call Me»           | Downes / Warman                          | 4:55     |  |
| 12.      | «Heaven on Earth»         | Nye / Payne                              | 4:54     |  |
| 13.      | «Aqua Pt. 2»              | Downes / Payne                           | 2:14     |  |
| 14.      | «Obsession»               | Payne / Steve Rodford                    | 4:57     |  |

## Formación
- John Payne — voz principal y bajo
- Geoff Downes — teclado y coros
- Steve Howe — guitarra, dobro y mandolina
- Al Pitrelli — guitarra
- Carl Palmer — batería y percusiones

## Formación adicional
- Simon Phillips — batería[3]
- Anthony Glynne — guitarra[3]
- Scott Gorham — guitarra[3]
- Mats Johanson — guitarra
- Nigel Glockler — batería